# 真空能量
真空能量（Vacuum energy）是一種存在於空間中的背景能量，即使在沒有物質的空間（稱為自由空間）亦然存在。真空能量是与量子真空有关的零点能的一个特例。真空能量導致了多數基本力的存在。它的效應可以在各式各樣的實驗中觀測到，例如光的自发辐射（spontaneous emission）、伽瑪輻射、卡西米爾效應、范德瓦耳斯力、蘭姆位移等等。另外它也被認為與物理宇宙學中的宇宙常數項有關。